# Liczebnik w języku angielskim
Liczebnik w języku angielskim – budowa i użycie liczebnika w języku angielskim. Zasadniczo liczebnik ma dwie formy: zwykłą i porządkową. Żadna z nich nie podlega odmianie.

## Liczebniki główne
Liczebniki angielskie mogą być dwojakiego rodzaju: główne (cardinal numbers) i porządkowe (ordinal numbers). Liczebniki główne między 13 a 19 zakończone są na -teen: fifteen, sixteen. Liczebniki wyrażające pełne dziesiątki od 20 do 90 mają końcówkę -ty: twenty, sixty. Przed rzeczownikami może wystąpić one lub a/an She has a cat albo She has one cat. Przed hundred, thousand występuje a albo one, przy czym one jest bardziej formalne. Jeśli hundred i thousand są elementami liczb, stosowana jest liczba pojedyncza, jeśli są zwykłym rzeczownikiem, wtedy występują w liczbie mnogiej: That stereo is a hundred twenty quid. New house? But that costs thousands!
W nieformalnym języku liczby między 1100 a 1900 często przyjmują formę setki-dziesiątki, np. 1964 to nineteen sixty four. Powyżej miliona stosuje się albo liczebniki długiej skali, albo krótkiej skali.

### Zero
Zero może w języku angielskim przyjmować następujące formy:
- nought  /nɔːt/, jest to forma charakterystyczna dla języka brytyjskiego
- zero   /ˈzɪərəʊ/, forma charakterystyczna dla angielszczyzny amerykańskiej. Przy mierzeniu temperatury forma ta obowiązuje również w Wielkiej Brytanii: Zero degrees Celsius is thirty two degrees Fahrenheit.
- oh /əʊ/ używane jest przy podawaniu ciągu cyfr, np. numeru telefonu: My number is two-fife-seven-oh-triple three
- nil używa się przy podawaniu wyników w grach zespołowych: After the first half Poland two, Romania nil.
- love jest charakterystyczne dla wyników tenisowych (pochodzi od francuskiego słowa l`oeuf, oznaczającego jajko: Forty love, Radwanska to serve.

### Numery telefonów
W numerach telefonów podaje się każdą cyfrę oddzielnie. Możliwe, i zalecane, jest użycie double dla dwóch i triple lub treble dla trzech jednakowych cyfr po sobie: two three oh double nine one triple (treble) six (230991666). 
| Liczebniki główne       | Liczebniki porządkowe       |
| ----------------------- | --------------------------- |
| 1 (one)                 | 1st (first)                 |
| 2 (two)                 | 2nd (second)                |
| 3 (three)               | 3rd (third)                 |
| 4 (four)                | 4th (fourth)                |
| 5 (five)                | 5th (fifth)                 |
| 6 (six)                 | 6th (sixth)                 |
| 7 (seven)               | 7th (seventh)               |
| 8 (eight)               | 8th (eighth)                |
| 9 (nine)                | 9th (nineth)                |
| 10 (ten)                | 10th (tenth)                |
| 11 (eleven)             | 11th (eleventh)             |
| 12 (twelve)             | 12th (twelfth)              |
| 13 (thirteen)           | 13th (thirteenth)           |
| 14 (fourteen)           | 14th (fourteenth)           |
| 15 (fifteen)            | 15th (fifteenth)            |
| 16 (sixteen)            | 16th (sixteenth)            |
| 17 (seventeen)          | 17th (seventeenth)          |
| 18 (eighteen)           | 18th (eighteenth)           |
| 19 (nineteen)           | 19th (nineteenth)           |
| 20 (twenty)             | 20th (twentieth)            |
| 21 (twenty one)         | 21st (twenty first)         |
| 22 (twenty two)         | 22nd (twenty second)        |
| 23 (twenty three)       | 23rd (twenty third)         |
| 30 (thirty)             | 30th (thirtieth)            |
| 40 (forty)              | 40th (fortieth)             |
| 50 (fifty)              | 50th (fiftieth)             |
| 60 (sixty)              | 60th (sixtieth)             |
| 70 (seventy)            | 70th (seventieth)           |
| 80 (eighty)             | 80th (eightieth)            |
| 90 (ninety)             | 90th (ninetieth)            |
| 100 (one hundred)       | 100th (hundredth)           |
| 200 (two hundred)       | 200th (two hundredth)       |
| 1000 (one thousand)     | 1000th (thousandth)         |
| 2000 (two thousand)     | 2000th (two thousandth)     |
| 1 000 000 (one million) | 1 000 000th (millionth)     |
| 2 000 000 (two million) | 2 000 000th (two millionth) |

## Liczebniki porządkowe
Cechą liczebnika porządkowego jest końcówka -th z wyjątkiem first, second i third. W przypadku liczebników większych niż 20, końcówkę -th otrzymuje tylko ostatnia cyfra: twenty fourth. Przeważnie przed liczebnikiem porządkowym umieszcza się przedimek określony the.

## Ułamki
1/2 to a/one half, 1/4 to one quarter. W przypadku ułamków zwykłych (vulgar fractions) licznik jest liczebnikiem głównym, mianownik porządkowym. Mianownik jest w liczbie mnogiej, jeśli licznik jest większy od 1: two thirds → dwie trzecie, one fifth → jedna piąta, 6 3/7 → six and three sevenths.